# Georgi Lucki
Georgi Lucki (ur. w 1935 na Ukrainie, zm. 11 maja 2007 w São Paulo) – brazylijski fizyk jądrowy.

## Życiorys
Urodził się na Ukrainie, jego ojciec podczas II wojny światowej został uwięziony w obozie koncentracyjnym. Po zakończeniu wojny rodzina emigrowała do Brazylii. Georgi Lucki był fizykiem jądrowym specjalizującym się w badaniach nad szkodliwością promieniowania jądrowego, opracował urządzenie służące do ustalania stopnia obniżania się jakości materiałów radioaktywnych stosowanych w reaktorach elektrowni jądrowej Angra dos Reis. Był wykładowcą na Uniwersytecie w São Paulo i w Escola Estadual Ministro Costa Manso, po przejściu na emeryturę pracował jako ekspert w Centrum Inżynierii Jądrowej.
Zginął podczas napadu przed swoim domem w São Paulo zastrzelony przez napastników próbujących ukraść auto z córką profesora w środku.